# Hank Williams
Hiram King Williams (Butler, 17 de setembro de 1923 – Oak Hill, 1° de janeiro de 1953), mais conhecido como Hank Williams, foi um  cantor e compositor norte-americano que se tornou um ícone da música country e um dos mais influentes músicos e compositores do século XX. Um dos principais pioneiros do estilo honky tonk, ele emplacou vários hits nas paradas americanas, e suas performances carismáticas e composições concisas aumentaram sua fama. Seu repertório é um dos pilares da música country, e algumas de suas canções foram as mais populares de seu estilo.

## Biografia

### Início da vida
Hiram Williams nasceu em 17 de setembro de 1923, na comunidade rural de Mount Olive em Butler County, Alabama. Ele foi o terceiro filho de Jessie Lillybelle "Lillie" e Elonzo Huble "Lon" Williams. Elonzo era engenheiro ferroviário da empresa madeireira WT Smith e foi convocado durante a Primeira Guerra Mundial, servindo de julho de 1918 a junho de 1919. Ele ficou gravemente ferido depois de cair de um caminhão, quebrando a clavícula e sofrendo um duro golpe na cabeça. O primeiro filho da família, Ernest Huble Williams, nasceu em 5 de julho de 1921; ele morreu dois dias depois. Mais tarde, eles tiveram uma filha chamada Irene. Como os pais de Williams eram ambos seguidores da Maçonaria ,  Williams recebeu o nome de Hiram I. Seu nome foi escrito incorretamente como "Hiriam" em sua certidão de nascimento, que foi preparada e assinada quando ele tinha 10 anos. Ele era descendente de Cherokee e Muscogee junto com ascendência de várias nações da Europa Ocidental.
No outono de 1934, a família Williams mudou-se para Greenville, Alabama, onde Lillie abriu uma pensão ao lado do tribunal do condado de Butler. Em 1935, eles se estabeleceram em Garland, Alabama, onde Lillie abriu uma nova pensão; mais tarde eles se mudaram com a prima de Williams, Opal McNeil, para Georgiana, Alabama, onde Lillie teve vários empregos paralelos para sustentar a família, apesar do clima econômico sombrio da Grande Depressão. Ela trabalhou em uma fábrica de conservas e serviu como enfermeira do turno da noite no hospital local. Sua primeira casa foi incendiada e a família perdeu seus pertences. Eles se mudaram para uma nova casa do outro lado da cidade, na Rose Street, que a mãe de Williams logo transformou em outra pensão. A casa tinha um pequeno jardim no qual cultivavam diversas culturas que Williams e sua irmã Irene vendiam em Georgiana. Em um encontro casual em Georgiana, Williams conheceu o representante dos EUA J. Lister Hill enquanto Hill fazia campanha pelo Alabama. Ele disse a Hill que sua mãe estava interessada em conversar com ele sobre seus problemas e sua necessidade de receber a pensão por invalidez de Elonzo. Com a ajuda de Hill, a família começou a recolher o dinheiro. Apesar de sua condição médica, a família conseguiu muito bem financeiramente durante a Grande Depressão.
Existem várias versões de como Williams conseguiu sua primeira guitarra. Sua mãe afirmou que comprou com dinheiro da venda de amendoins, mas muitos outros moradores proeminentes da cidade alegaram ter sido quem comprou o violão para ele. Enquanto morava em Georgiana, Williams conheceu Rufus "Tee-Tot" Payne, um artista de rua. Payne deu aulas de violão a Williams em troca de dinheiro ou refeições preparadas por Lillie.  O estilo musical básico de Payne era o blues. Payne ensinou a Williams acordes, progressões de acordes, viradas de baixo e o estilo musical de acompanhamento que ele usaria na maioria de suas composições futuras. Mais tarde, Williams gravou " My Bucket's Got a Hole in It", uma das músicas que Payne lhe ensinou.  Seu estilo musical continha influências de Payne junto com várias outras influências country, entre elas Jimmie Rodgers , Moon Mullican e Roy Acuff. Em 1937, Williams entrou em um brigou com seu professor de educação física sobre os exercícios que o treinador queria que ele fizesse. Sua mãe posteriormente exigiu que o conselho escolar demitisse o treinador; quando eles se recusaram, a família se mudou para Montgomery, Alabama. Payne e Williams perderam contato, embora Payne também tenha se mudado. para Montgomery, onde morreu na pobreza em 1939. Williams mais tarde o creditou como seu único professor.

### Carreira

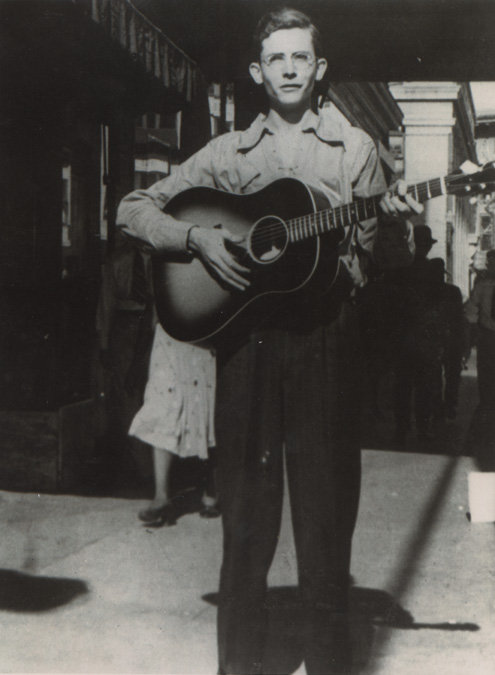
Hank Williams em 1937.

Em julho de 1937, os Williams e McNeils abriram uma pensão na South Perry Street, no centro de Montgomery. Foi nessa época que Williams decidiu mudar seu nome informalmente de Hiram para Hank. Williams contou uma história em shows posteriores que atribuiu sua mudança de nome ao uivo de um gato. Os autores de Hank Williams: The Biography apontaram que "Hank" soava mais "como um hillbilly e estrela ocidental" do que "Hiram". Durante o mesmo ano, ele participou de um show de talentos no Empire Theatre. Ele ganhou o primeiro prêmio de $ 15, cantando sua primeira música original "WPA Blues". Williams escreveu a letra e usou a melodia de "Dissatisfied" , de Riley Puckett .
Ele nunca aprendeu a ler música; em vez disso, baseou suas composições na narrativa e na experiência pessoal. Depois da escola e nos fins de semana, Williams cantava e tocava sua guitarra Silvertone na calçada em frente ao estúdio de rádio da WSFA. Sua recente vitória no Empire Theatre e as apresentações de rua chamaram a atenção dos produtores da WSFA que ocasionalmente o convidavam para se apresentar no ar.  Tantos ouvintes entraram em contato com a rádio pedindo mais do "garoto cantor", possivelmente influenciado por sua mãe, que os produtores o contrataram para apresentar seu próprio programa de 15 minutos duas vezes por semana por um salário semanal de US$ 15 ( equivalente a US$ 300 em 2020).

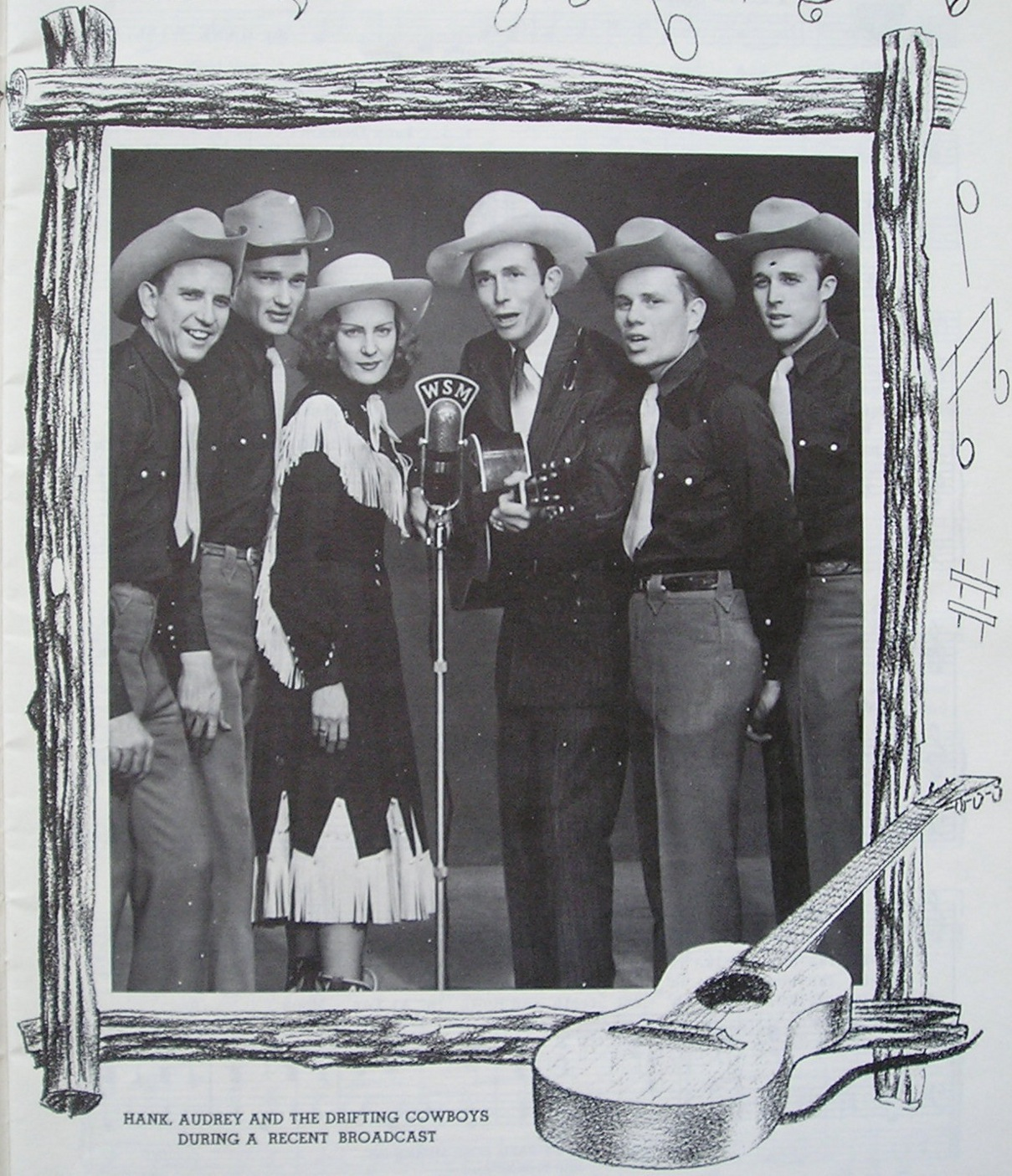
Hanck Williams e Drifting Cowboys.

O programa de rádio de sucesso de Williams alimentou sua entrada na carreira musical. Seu salário foi suficiente para ele começar sua própria banda, que ele apelidou de Drifting Cowboys. Os membros originais eram o guitarrista Braxton Schuffert, o violinista Freddie Beach e o comediante Smith "Hezzy" Adair. James E. (Jimmy) Porter era o mais novo, com apenas 13 anos quando começou a tocar guitarra de aço para Williams.
A entrada americana na Segunda Guerra Mundial em 1941 marcou o início de tempos difíceis para Williams. Enquanto ele foi medicamente desqualificado do serviço militar depois de sofrer uma lesão nas costas causada por uma queda de um touro durante um rodeio no Texas, os membros de sua banda foram todos convocados para servir. Muitos de seus substitutos se recusaram a tocar na banda devido ao agravamento do alcoolismo de Williams.  Ele continuou a aparecer em seu programa de rádio embriagado, então em agosto de 1942 a estação de rádio WSFA o demitiu por "embriaguez habitual". Durante um de seus shows, Williams conheceu seu ídolo, a estrela do Grand Ole Opry Roy Acuff nos bastidores, que mais tarde o alertou sobre os perigos do álcool, dizendo: "Você tem um talento de um milhão de dólares, filho, mas um cérebro de dez centavos."
Ele trabalhou o resto da guerra para uma empresa de construção naval em Mobile, Alabama , além de cantar em bares para soldados.
Em 1945, quando estava de volta a Montgomery, Williams começou a se apresentar novamente para a estação de rádio WSFA. Ele escrevia músicas semanalmente para se apresentar durante os shows.  Como resultado da nova variedade de seu repertório, Williams publicou seu primeiro songbook, Original Songs of Hank Williams .  O livro apenas listava as letras, já que seu principal objetivo era atrair mais público, embora também seja possível que ele não quisesse pagar pela transcrição das notas. Incluiu 10 músicas: "Mother Is Gone", "Won't You Please Come Back", "My Darling Baby Girl" (com Audrey Sheppard), "Grandad's Musket", "I Just Wish I Could Forget", " Let's Turn Voltar os Anos ", "Honkey-Tonkey", " Com Williams começando a ser reconhecido como compositor, Sheppard tornou-se seu empresário e ocasionalmente o acompanhava em duetos em alguns de seus shows ao vivo.

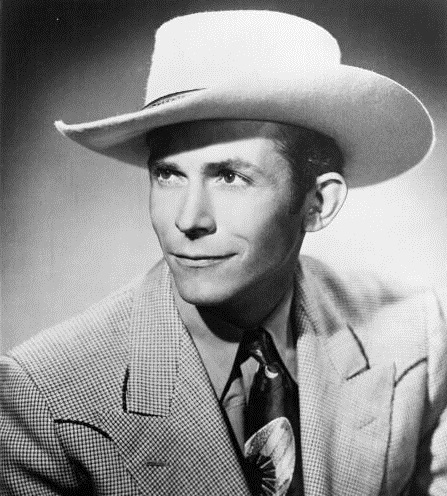
Hank Williams no final da década de 1940.

Em 14 de setembro de 1946, Williams fez um teste para o Grand Ole Opry de Nashville, mas foi rejeitado. Após o fracasso de sua audição, Williams e Audrey Sheppard tentaram interessar a recém-formada editora musical Acuff-Rose Music.
Williams assinou com a MGM Records em 1947 e lançou " Move It on Over "; considerado um dos primeiros exemplos de rock and roll , a música se tornou um enorme sucesso country. Em 1948, mudou-se para Shreveport, Louisiana , e juntou-se ao Louisiana Hayride , um programa de rádio que o levou a salas de estar em todo o sudeste, aparecendo em shows de fim de semana. Williams eventualmente começou a apresentar um show no KWKH e começou a excursionar pelo oeste da Louisiana e leste do Texas, sempre retornando aos sábados para a transmissão semanal do Hayride . Depois de alguns hits mais moderados, em 1949 ele lançou sua versão da canção de 1922 de Cliff Friend e Irving Mills " Lovesick Blues ",  popularizada por Rex Griffin. A versão de Williams se tornou um grande sucesso no país; a música ficou em primeiro lugar nas paradas da Billboard por quatro meses consecutivos,  cruzando para o público mainstream e ganhando um lugar para Williams no Grand Ole Opry.  Em 11 de junho de 1949, Williams fez sua estreia no Grand Ole Opry, onde se tornou o primeiro artista a receber seis bis. Ele reuniu Bob McNett (guitarra),Hillous Butrum ( baixo ), Jerry Rivers ( violino ) e Don Helms (guitarra de aço) para formar a versão mais famosa do Drifting Cowboys, ganhando cerca de US$ 1.000 por show (equivalente a US$ 10.900 em 2020). Hank Williams (Hank Williams Jr.). Durante 1949, integrou a primeira digressão europeia do Grand Ole Opry, actuando em bases militares em Inglaterra, Alemanha e Açores .  Williams lançou sete canções de sucesso depois de "Lovesick Blues", incluindo "Wedding Bells",  "Mind Your Own Business", "You're Gonna Change (Or I'm Gonna Leave)" e "My Bucket's Got a Hole in It".
Em 1950, Williams começou a gravar como "Luke the Drifter" para suas gravações com temas religiosos, muitas das quais são recitações em vez de canto. Com medo de que disc jockeys e operadores de jukebox hesitassem em aceitar essas gravações incomuns, Williams usou esse apelido para evitar prejudicar a comercialização de seu nome.  Embora a identidade real de Luke the Drifter devesse ser anônima, Williams frequentemente apresentava parte do material das gravações no palco. A maior parte do material foi escrita pelo próprio Williams, em alguns casos com a ajuda de Fred Rose e seu filho Wesley .  As canções retratavam Luke, o Derivante, viajando de um lugar para outro, narrando histórias de diferentes personagens e filosofando sobre a vida.  Algumas das composições foram acompanhadas por um órgão de tubos .  Nessa época, Williams lançou mais canções de sucesso, como " My Son Calls Another Man Daddy ", " They'll Never Take Her Love from Me ", " Why Should We Try Anymore ", " Nobody's Lonesome for Me ", " Long Gone Lonesome Blues ", " Why Don't You Love Me ", " Moanin' the Blues " e " I Just Don't Like This Kind of Living ".  Em 1951, " Dear John " se tornou um sucesso,", que se tornou uma de suas canções mais reconhecidas. Uma versão pop de Tony Bennett lançada no mesmo ano permaneceu nas paradas por 27 semanas, chegando ao número um.

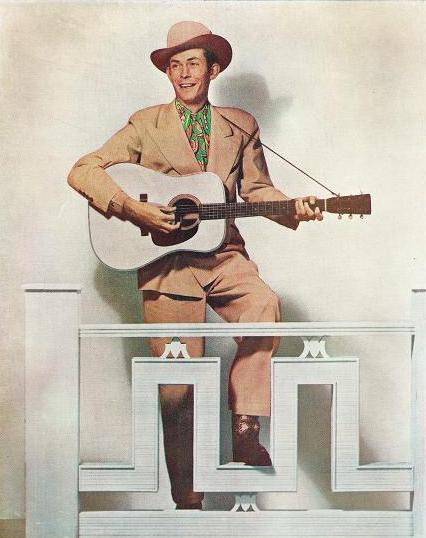
Hank Williams em 1951.

A carreira de Williams atingiu o auge no final do verão de 1951 com sua turnê Hadacol pelos EUA com Bob Hope e outros atores. No fim de semana após o término da turnê, Williams foi fotografado nos bastidores do Grand Ole Opry assinando um contrato de cinema com a MGM .  Em outubro, Williams gravou uma demo, " There's a Tear in My Beer " para um amigo, "Big Bill Lister", que a gravou em estúdio.  Em 14 de novembro de 1951, Williams voou para Nova York com seu guitarrista de aço Don Helms, onde apareceu na televisão pela primeira vez no The Perry Como Show . Lá ele e Perry Como cantaram "Hey Good Lookin'.
Durante a primavera de 1952, Williams voou para Nova York com o guitarrista de aço Don Helms, onde fez duas aparições com outros membros do Grand Ole Opry no The Kate Smith Show . Ele cantou " Cold, Cold Heart ", " Hey Good Lookin' '", "Glory Bound Train" e " I Saw the Light " com outros membros do elenco, e um dueto, " I Can't Help It (If I'm Ainda apaixonado por você)" com Anita Carter. Nesse mesmo ano, Williams teve um breve caso extraconjugal com a dançarina Bobbie Jett, com quem teve uma filha, Jett Williams.
Em junho de 1952, ele gravou " Jambalaya (On the Bayou) ", "Window Shopping", "Settin' the Woods on Fire" e "I'll Never Get out of this World Alive". Audrey Williams se divorciou dele naquele ano; no dia seguinte, ele gravou "You Win Again" e "I Won't be Home No More". Nessa época, ele conheceu Billie Jean Jones , namorada do cantor country Faron Young , no Grand Ole Opry. Quando menina, Jones morava na rua de Williams quando estava com o Louisiana Hayride, e agora Williams começou a visitá-la com frequência em Shreveport, fazendo com que ele perdesse muitas aparições no Grand Ole Opry.
Em 11 de agosto de 1952, Williams foi demitido do Grand Ole Opry por embriaguez habitual e falta de shows. Ele retornou a Shreveport, Louisiana, para se apresentar nos shows KWKH e WBAM e no Louisiana Hayride , pelo qual ele excursionou novamente. Suas performances foram aclamadas quando ele estava sóbrio, mas apesar dos esforços de seus colegas de trabalho para levá-lo a shows sóbrios, seu abuso de álcool resultou em ocasiões em que ele não apareceu ou suas performances foram ruins. Em outubro de 1952 casou-se com Billie Jean Jones.
Durante sua última sessão de gravação em 23 de setembro de 1952, Williams gravou " Kaw-Liga ", junto com " Your Cheatin' Heart ", " Take These Chains from My Heart " e "I Could Never be Ashamed of You". Devido aos excessos de Williams, Fred Rose parou de trabalhar com ele. No final de 1952, Williams começou a sofrer de problemas cardíacos.  Ele conheceu Horace "Toby" Marshall em Oklahoma City, que disse que ele era um médico. Marshall já havia sido condenado por falsificação, e havia saído em liberdade condicional e libertado da Penitenciária Estadual de Oklahoma em 1951. Entre outros títulos falsos, ele disse que era Doutor em Ciências .Escola de Ciências Aplicadas de Chicago ; no diploma, ele solicitou que o DSC fosse escrito como "Doutor em Ciências e Psicologia". Sob o nome do Dr. CW Lemon, ele prescreveu a Williams anfetaminas , Seconal , hidrato de cloral e morfina , o que piorou seus problemas cardíacos.  Seu último show foi realizado em Austin, Texas, no Skyline Club em 19 de dezembro.

### Morte
O músico, que sofria de espinha bífida (lesão congénita na medula espinhal), veio a falecer aos 29 anos na madrugada de quinta-feira, dia 1° de janeiro de 1953, em decorrência do abuso de bebida e morfina - ambos anestésicos compulsórios para as dores constantes que sentia. Seus filhos, Hank Williams, Jr. e Jett Williams, e seus netos Hank Williams III, Holly Williams e Hilary Williams também são cantores.

## Vida pessoal

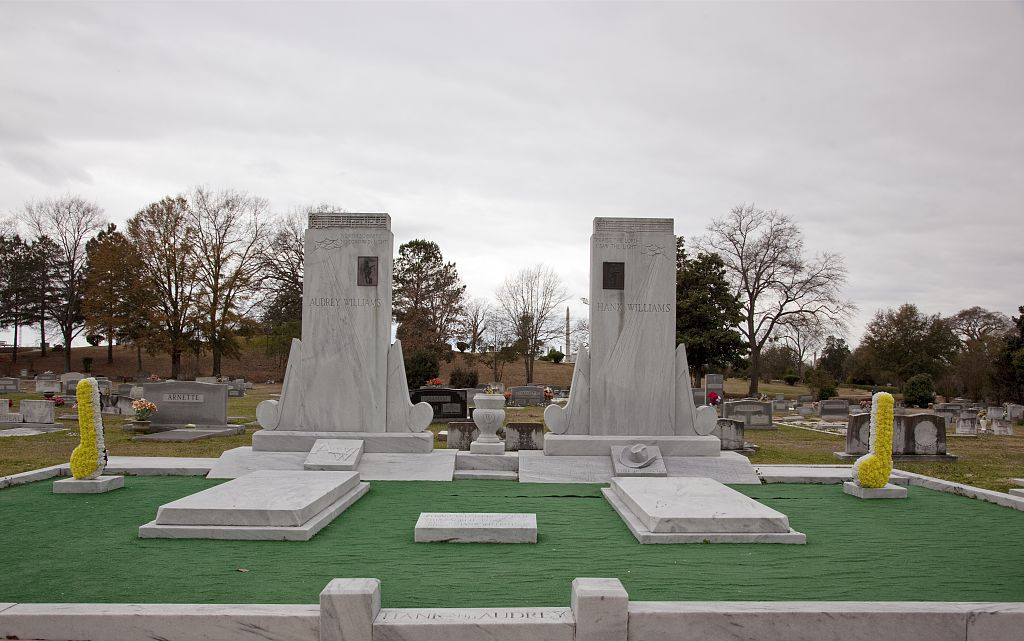
Grave of Hank and Audrey Williams, Oakwood Annex, Montgomery, Alabama

Em 15 de dezembro de 1944, Williams casou-se com Audrey Sheppard. Era o segundo casamento dela e o primeiro dele. O filho deles, Randall Hank Williams (agora conhecido como Hank Williams Jr.), nasceu em 26 de maio de 1949. O casamento sempre foi turbulento e rapidamente se desintegrou, e Williams desenvolveu sérios problemas com álcool, morfina e outros analgésicos prescritos para ele. aliviar a forte dor nas costas causada por sua espinha bífida oculta .  O casal se divorciou em 29 de maio de 1952. Em junho de 1952, Williams foi morar com sua mãe, mesmo quando ele lançou vários hits como " Half as Much " em abril, " Jambalaya (On the Bayou) " em julho ", você ganha novamente" em setembro, e "I'll Never Get Out of This World Alive" em novembro. Seus problemas de abuso de substâncias continuaram a ficar fora de controle quando ele se mudou para Nashville e se divorciou oficialmente de Sheppard. Um relacionamento com uma mulher chamada Bobbie Jett durante este período resultou em uma filha, Jett Williams , que nasceu cinco dias após a morte de Williams. Sua mãe adotou Jett, que ficou sob custódia do estado após a morte de sua avó e depois adotada por outro casal. Jett não soube disso. ela era filha de Williams até o início de 1980.
Em 18 de outubro de 1952, Williams e Billie Jean Jones se casaram por um juiz de paz  em Minden, Louisiana. Foi o segundo casamento de ambos (cada um divorciado com filhos). No dia seguinte, duas cerimônias públicas foram realizadas no Auditório Cívico de Nova Orleans, onde 14.000 assentos foram vendidos para cada um. Após a morte de Williams, um juiz decidiu que o casamento não era legal porque o divórcio de Jones não havia se tornado definitivo até 11 dias depois que ela se casou com Williams. Sua primeira esposa e sua mãe foram as forças motrizes para que o casamento fosse declarado inválido, e eles perseguiram o assunto por anos. Williams também se casou com Sheppard antes de seu divórcio ser finalizado, no 10º dia de um período de reconciliação de 60 dias exigido.
Durante a eleição presidencial de 1952 , Williams foi um defensor vocal do candidato republicano Dwight D. Eisenhower . De acordo com o cantor Jo Stafford , Williams enviou a Eisenhower um telegrama de aniversário em 14 de outubro, informando que considerava uma honra pessoal endossar uma figura militar para liderar a nação em seu futuro próximo. Eisenhower foi empossado como presidente 19 dias após a morte de Williams.
Um homem chamado Lewis Fitzgerald (nascido em 1943) afirmou ser filho ilegítimo de Williams; ele era filho de Marie McNeil, prima de Williams.  Em 2005, a série de documentários da BBC Arena apresentou um episódio sobre Williams.  Fitzgerald foi entrevistado, e ele sugeriu que Lillie Williams operasse um bordel em sua pensão em Montgomery. Um amigo da família negou suas alegações, mas o cantor Billy Walker lembrou que Williams mencionou para ele a presença de homens na casa sendo levados para o andar de cima.

## Legado

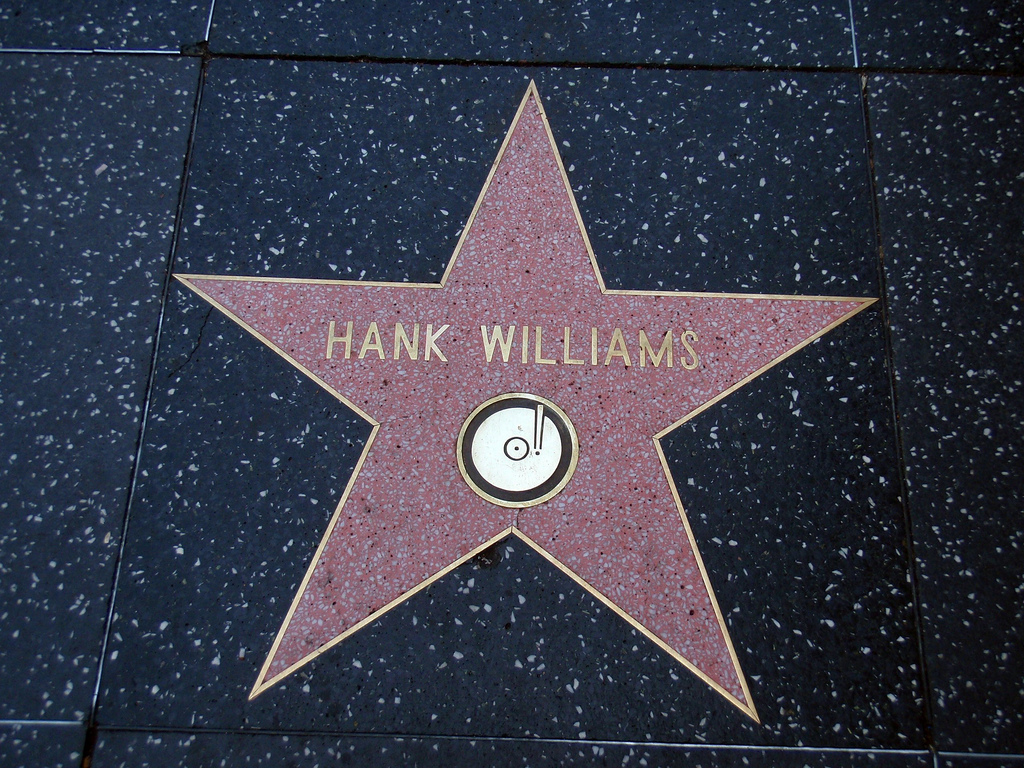
Estrela de Hank Williams na Calçada da Fama.

Williams foi chamado de "o rei da música country" na cultura popular. O governador do Alabama, Gordon Persons, proclamou oficialmente 21 de setembro "Dia de Hank Williams". A primeira celebração, em 1954, contou com a inauguração de um monumento no Cramton Bowl que mais tarde foi colocado no túmulo de Williams. A cerimônia contou com Ferlin Husky interpretando "I Saw the Light".  Williams teve 11 hits country número um em sua carreira (" Lovesick Blues ", " Long Gone Lonesome Blues ", " Why Don't You Love Me ", " Moanin'Cold, Cold Heart ", " Hey, Good Lookin' ", " Jambalaya (On the Bayou) ", " I Never Get Out of This World Alive ", " Kaw-Liga ", " Your Cheatin' Heart ", e " Take These Chains from My Heart "), assim como muitos outros hits do top 10.
Em 8 de fevereiro de 1960, a estrela de Williams foi colocada em 6400 Hollywood Boulevard na Calçada da Fama de Hollywood. Ele foi introduzido no Country Music Hall of Fame em 1961 e no Alabama Music Hall of Fame em 1985. Quando a revista Downbeat fez uma pesquisa no ano após a morte de Williams, ele foi eleito o mais popular country e western de todos os tempos - à frente de gigantes como Jimmie Rodgers, Roy Acuff, Red Foley e Ernest Tubb.
Hank Williams foi interpretado pelo ator britânico Tom Hiddleston no filme biográfico I Saw the Light de 2015.
Em 1990, ele e seu filho receberam o Grammy Award para Best Country Collaboration with Vocals pela canção "There's a Tear in My Beer". Recebeu postumamente o Prémio Pulitzer de Música em 2010.

## Discografia
A discografia de Hank Williams é composta por 31 singles e 2 LPs de dez polegadas lançados durante seus seis anos de carreira; bem como trabalhos póstumos, incluindo: singles, álbuns de compilação e material inédito. Durante sua vida, Williams colocou 30 músicas no Top C&W Records da Billboard , enquanto ele teve onze hits número um.

## Álbuns
- 1951 - Hank Williams Sings (MGM Records)
- 1952 - Moanin' the Blues (MGM Records)

### Lançados postumamente
- 1953 - Memorial Album (MGM Records)
- 1953 - Hank Williams as Luke the Drifter (MGM Records)
- 1954 - Honky Tonkin' (MGM Rercords)
- 1954 - I Saw the Light (MGM Records)
- 1954 - Ramblin' Man (MGM Records)
- 1985 - Just Me and My Guitar (CMF)
- 2008 - The Ureleased Recordings (Time Life)
- 2009 - The Ureleased Recordings: Gospel Keepsakes (Time Life)
- 2009 - The Ureleased Recordings: Revealed (Time Life)

### Álbuns ao vivo
- 1962 - Hank Williams on Stage (MGM Records)
- 1963 - On Stage Volume (MGM Records)

## Composições
Hank Williams compôs 167 músicas, a grande maioria são conhecidas atualmente como as primeiras músicas Country com compositor conhecido, músicas com registro de composição e gravação.

## Filmografia
- No filme biográfico de 1964 Your Cheatin' Heart , Williams é retratado na tela pelo ator George Hamilton.
- No filme canadense de 1980, Hank Williams: The Show He Never Gave, Williams é interpretado pelo cantor Sneezy Waters.
- No filme biográfico de 2015 I Saw the Light, o ator inglês Tom Hiddleston aparece como Williams e Elizabeth Olsen aparece como Audrey Williams.